# Shin Hyun-soo
Dans ce nom coréen, le nom de famille, Shin, précède le nom personnel.
Shin Hyun-soo, né le 8 juillet 1989, est un acteur sud-coréen. Il commence sa carrière dans l'univers de la comédie musicale avant de se tourner vers le métier d'acteur. Il est connu pour son rôle dans la série télévisée Hello My Twenties!.

## Filmographie
Séries télévisées
- 2015 : My Beautiful Bride
  - Remember: War of the Son : Bae Chul-joo
- 2016 : My Son-in-Law's Woman
  - Thumping Spike : Lee Han-sol
  - Hello, My Twenties! : Yoon Jong-yeo
  - Thumping Spike 2 : Lee Han-sol
- 2017 : Three Color Fantasy – The Universe's Star : Koo Se-joo
  - The Emperor: Owner of the Mask : Lee Chung-woon
  - Hello, My Twenties! 2 : Yoon Jong-yeol
  - My Golden Life : Seo Ji-ho
- 2018 : Welcome to Waikiki : Phillip
  - Twelve Nights : Hyun
  - Drama Special - The Time Left Between Us : Lee Hyun-soo
- 2019 : Welcome to Waikiki 2 : Guk Ki-boong
- 2021: Bossam: Steal the Fate: Lee Dae Yeob